# پلیادها

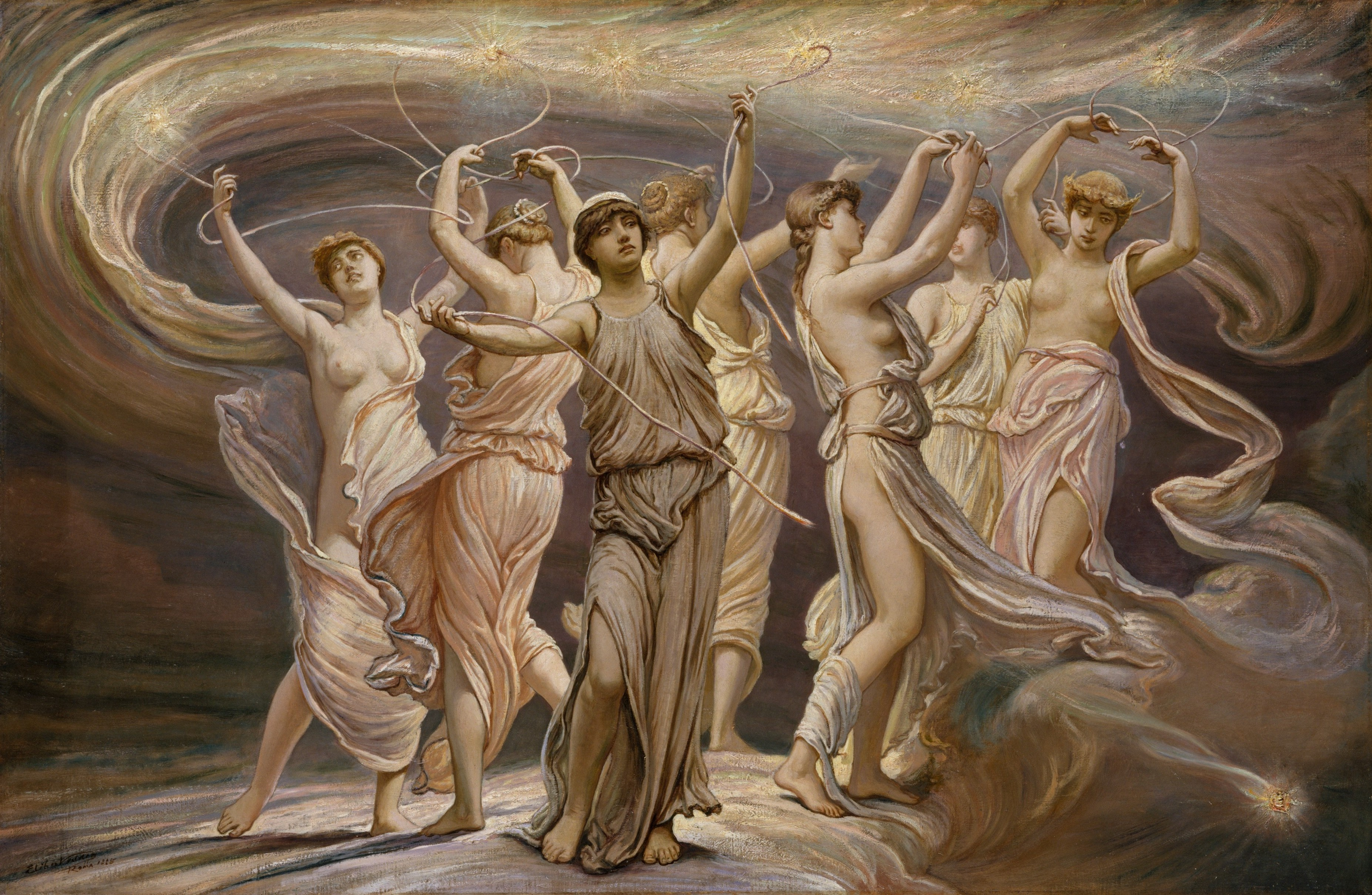
پلیادها، توسط نقاش نمادگرا الیهو ودر (۱۸۸۵)

پلیادها یا پلیادس(به یونانی: Πλειάδες) به معنی کبوترها، در اساطیر یونانی، حوری‌های باکره و همراهان الهه شکار آرتمیس، هفت دختر تیتان اطلس و حوری دریایی به نام پلیون بودند. آن‌ها خواهران کالوپسو، هسپریدس، هیاس و هیادس بودند. وقتی اوریون شکارچی در حال تعقیب آن‌ها و مادرشان بود، برای نجات به درگاه خدایان شروع به دعا کردند. خدایان نیز در مقابل، دعای آن‌ها را مستجاب کردند و چنین شد که آن‌ها تبدیل به کبوترهایی شدند و به آسمان پرواز کردند و بعدها به شکل ستاره در آمدند. زئوس هفت خواهر را به‌طور خوشه‌ای در آسمان قرار داد که بر طبق افسانه‌ها نام آن‌ها را خوشه‌های پروین گذاشتند و صورت فلکی گاو را به وجود آوردند.
در نسخه‌های دیگر عاقبت خواهران از شدت غم و اندوه بسیار، پس از مرگ خواهرشان هیادس، همگی دست به خودکشی زدند.

## هفت خواهر

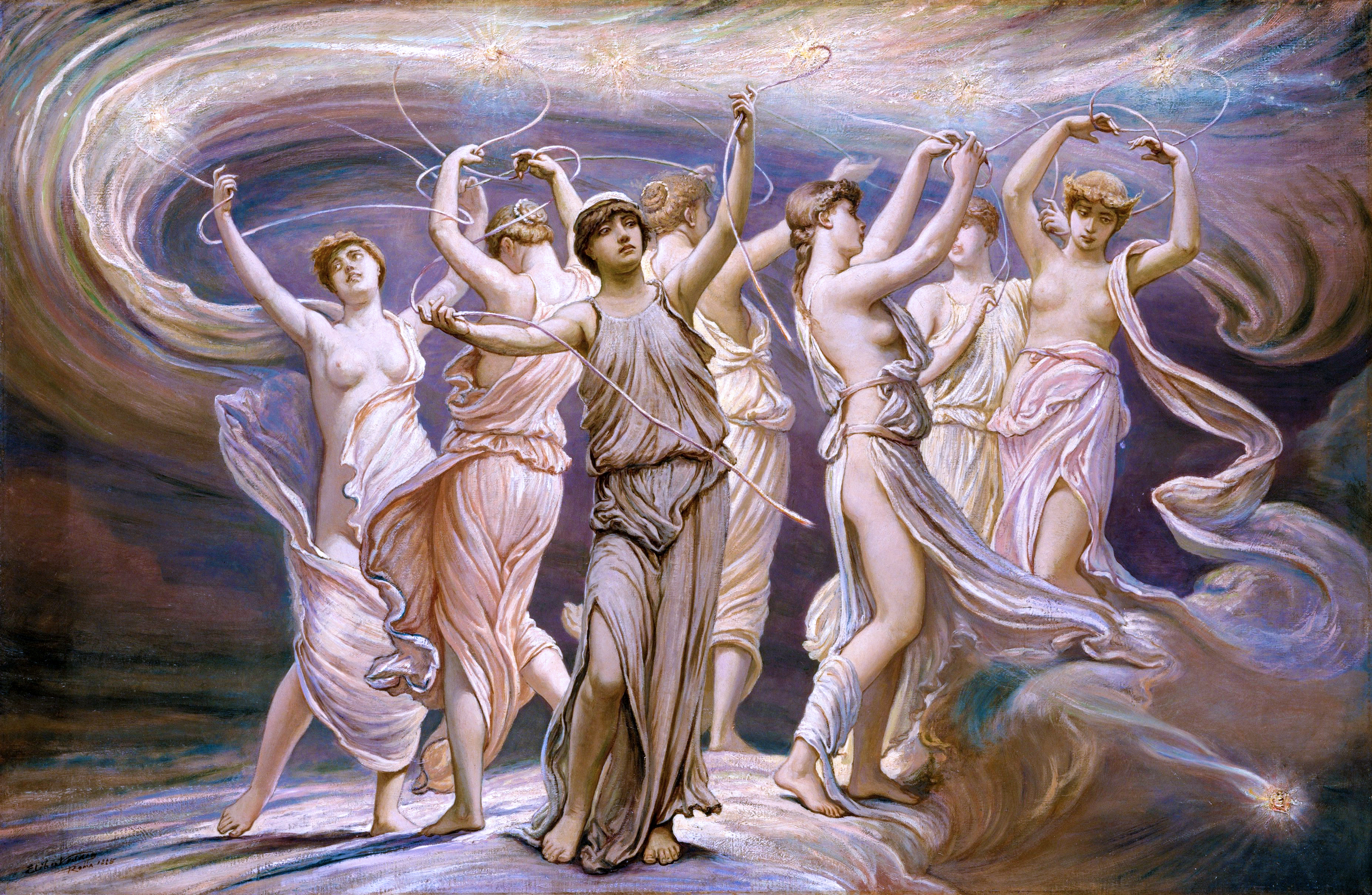
پلیادها، توسط نقاش نمادگرا الیهو

۱. مایا، بزرگترین و زیباترین دختر در میان خواهران که رهبر آن‌ها نیز به‌شمار می‌رفت. از زئوس صاحب پسری به نام هرمس شد.
۲. الکترا، مادر هارپی‌ها و ایریس.
۳. استروپ، همسر آرس و مادر اوینومائوس بود.
۴. تایگیت، یکی دیگر از معشوقه‌های زئوس و مادر لاکِدمون بنیان‌گذار شهر اسپارت. برای رهایی از دست زئوس، آرتمیس او را به شکل آهو درآورد.
۵. آلسیونه، بوسیلهٔ پوزئیدون اغوا شد و از او صاحب هایریوس، آنتاس، هیپریا و هالیکارناسوس شد.
۶. کلینو، همسر پوزئیدون یا پرومته و مادر لیکوس و اریپیلوس.
۷. میروپه، در بین هفت خواهر از همه کوچکتر بود. اوریون به دنبال او بود، اما میروپه عاشقش نبود و بالاخره با سیزیف ازدواج کرد.